# Seznam řek v Litvě

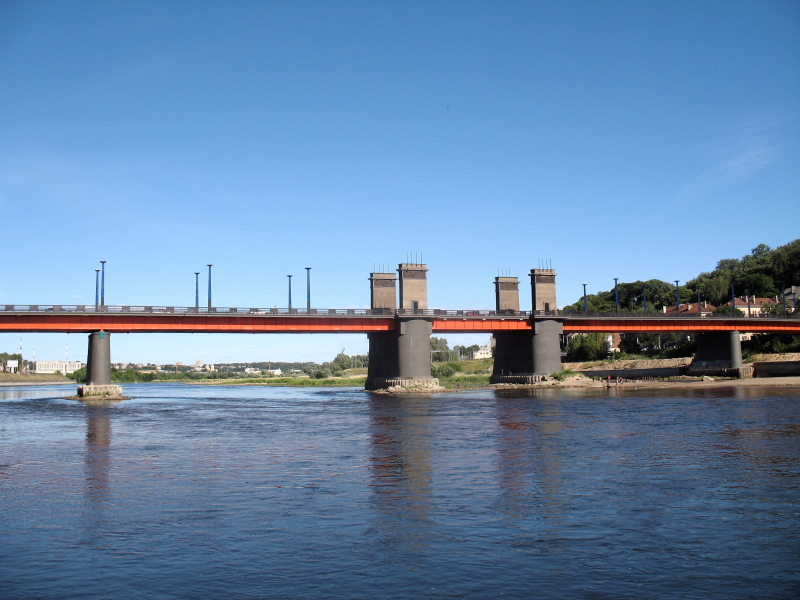
Řeka Němen v Kaunasu, překlenutá Aleksotským mostem

Seznam řek v Litvě uvádí některé řeky v Litvě, kde je napočítáno kolem 29 000 vodních toků, delších než 0,25 km – jejich celková délka činí 63 700 km. Vodních toků, delších než 3 km bylo napočítáno přesně 4 418. Řek, delších než 10 km je 816 (3 %) a delších než 100 km je 17. Převažují typicky nížinné řeky: meandrující a s poměrně širokým říčním údolím. Říční síť je poměrně hustá: průměrně 0,99 km řek na 1 km² území. Ale hustota řek v Litvě není rovnoměrná, nejhustší říční síť je v Žemaitsku, na Žemaitijské vysočině a také na severu Litvy, kde je půda poměrně jílovitá a proto se voda může méně vsakovat. Naproti tomu na jihovýhodě Litvy jsou půdy písčité, proto se vody řek mohou více vsakovat a zde je proto říční síť poměrně řidší.
Největší část Litvy spadá do povodí Němenu – asi 49 600 km² (kolem 70 %). Povodí řek Mūša (sem spadá také Nemunėlis) je 8 976 km², Venta – 5 140 km², Daugava – 1 857 km², menší řeky, které ústí přímo do Baltského moře úhrnem 2 523 km² a Pregola (prostřednictvím řeky Pisy a jezera Vištytis) – 64,7 km². V zimě většina řek zamrzá. 
Řeky jsou uvedeny v několika tabulkách, do nichž jsou vybrány podle různých hledisek: 
- nejdelší řeky
- řeky s největším průměrným průtokem
- nejvíce znečištěné řeky
- nejčistší řeky

## Nejdelší řeky v Litvě

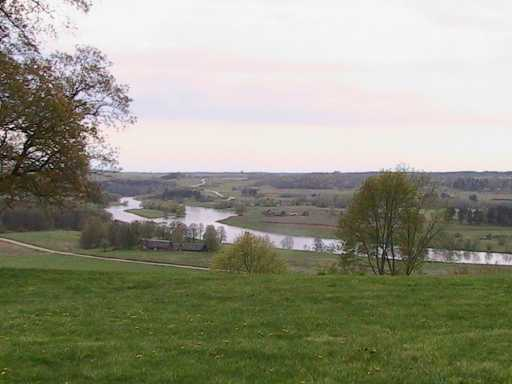
Pohled na Neris z Kernavė

| Řeka          | Celková délka, km | Délka v Litvě, km | Přítok       | Průtok v ústí, m³/s |
| Němen         | 937               | 475               | Baltské moře | 665                 |
| Neris         | 510               | 234               | Němen        | 189                 |
| Venta         | 346               | 161               | Baltské moře | 350                 |
| Šešupė        | 298               | 209               | Němen        | 33                  |
| Mūša-Lielupe  | 284               | 146               | Baltské moře | 62                  |
| Šventoji      | 246               | 246               | Neris        | 55                  |
| Nevėžis       | 209               | 209               | Němen        | 33                  |
| Merkys        | 203               | 190               | Němen        | 32                  |
| Minija        | 202               | 202               | Němen        | 39                  |
| Nemunėlis     | 191               | 151               | Lielupe      | 24                  |
| Jūra          | 177               | 177               | Němen        | 42                  |
| Lėvuo         | 148               | 148               | Mūša         | 8                   |
| Šušvė         | 135               | 135               | Nevėžis      | 6                   |
| Dubysa        | 131               | 131               | Němen        | 13                  |
| Širvinta      | 129               | 129               | Šventoji     | 7,5 (Průměrný)      |
| Šešuvis       | 114               | 114               | Jūra         | 16                  |
| Mituva        | 102               | 102               | Němen        | 5,4                 |
| Virvytė       | 131,1(99,7?)      | 131,1(99,7?)      | Venta        | 10                  |
| Kražantė      | 96?               | 96?               | Dubysa       | 4,2 (Průměrný)      |
| Varduva       | 95,5              | 95,5              | Venta        | 5,2                 |
| Pyvesa        | 93                | 93                | Mūša         | 2,8                 |
| Apaščia       | 88                | 88                | Nemunėlis    | 5                   |
| Ūla           | 84,4              | 84,4              | Merkys       | 5,5                 |
| Žeimena       | 82(114?)          | 82(114?)          | Neris        | 27                  |
| Jara-Šetekšna | 80,2              | 80,2              | Šventoji     | 5,17                |
| Vilnia        | 79,6              | 79,6              | Neris        | 5,63                |
| Dysna         | 176               | 77                | Daugava      | 52,4                |
| Verknė        | 77,3              | 77,3              | Němen        | 5,62                |
| Švėtė-Svēte   | 123               | 55                | Lielupe      | 12,7                |
| Katra         | 109(140?)         | 24                | Němen        | 11,4 (12,8?)        |
| Bartuva       | 103               | 56                | Baltské moře | 22 (Průměrný)       |

## Průtok
Největší průměrný průtok (v m³/s) v ústí mají tyto litevské řeky:
| Řeka         | průtok, m³/s | Hydrologické pořadí(LT) |
| Němen        | 665          | 10010001                |
| Venta        | 350          | 30010001                |
| Neris        | 189          | 12010001                |
| Mūša-Lielupe | 62           | 41010001                |
| Šventoji     | 55           | 12210001                |
| Dysna        | 52,4         | 50010001                |
| Jūra         | 42           | 16010001                |
| Minija       | 39           | 17010001                |
| Nevėžis      | 33           | 13010001                |
| Šešupė       | 33           | 15010001                |
| Merkys       | 32           | 11010001                |
| Žeimena      | 27           | 12110001                |
| Nemunėlis    | 24           | 42010001                |
| Bartuva      | 22           | 20012010                |
| Šešuvis      | 16           | 16010730                |
| Dubysa       | 13           | 14010001                |
| Švėtė-Svēte  | 12,7         | 40010320                |
| Katra        | ~12          | 10010170                |
| Virvytė      | 10           | 30010740                |
| Lėvuo        | 8            | 41010850                |
| Širvinta     | 7,5          | 12211210                |

## Stupeň znečištění

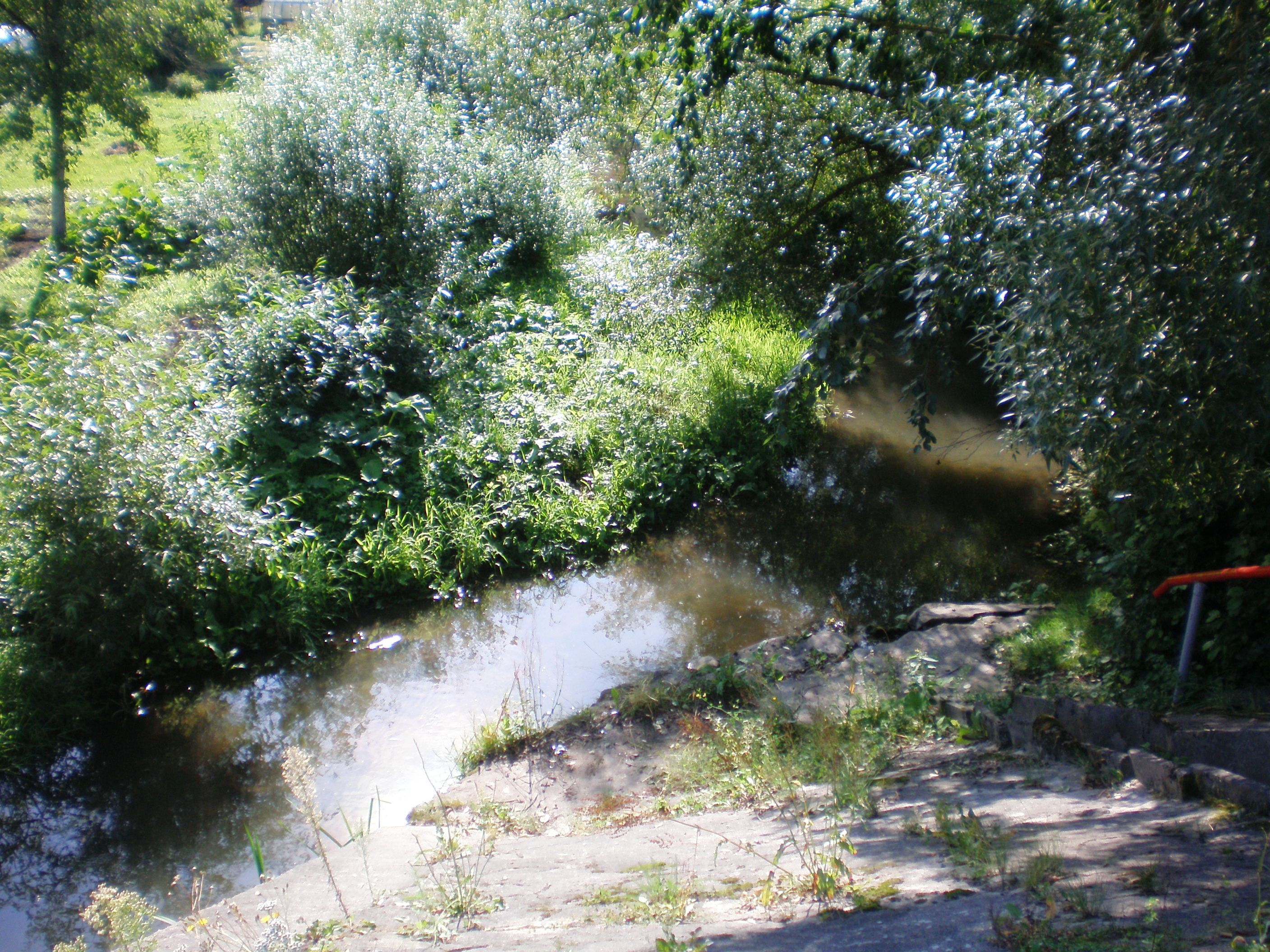
Anykšta u Anykščiů

Mezi nejvíce znečištěné (v roce 2006) patřily tyto řeky:
| Řeka    | Stupeň znečištění | Přítok        |
| Sartė   | VI                | Kamona        |
| Bremena | VI                | Akmena (Jūra) |
| Tenenys | V                 | Minija        |
| Luknė   | V                 | Dubysa        |
| Sąnaša  | V                 | Němen         |

Mezi nejčištší (v roce 2006) patřily tyto řeky:
| Řeka     | Stupeň znečištění | Přítok                      |
| Anykšta  | I                 | Šventoji (Neris)            |
| Šešupė   | I                 | Němen                       |
| Merkys   | I                 | Němen                       |
| Vekšelis | I                 | Jonupys (Pelyša a Šventoji) |
| Lapainia | I                 | Němen                       |
| Nemenčia | I                 | Neris                       |

## Seznamy
- Seznam litevských řek, A–J
- Seznam litevských řek, K–P
- Seznam litevských řek, R–Ž